# 阿諾德 (加利福尼亞州門多西諾縣)
阿諾德（英語：Arnold）是位於美國加利福尼亞州門多西諾縣的一個非建制地區。該地的面積和人口皆未知。

## 地理
阿諾德的座標為39°31′08″N 123°23′37″W / 39.51889°N 123.39361°W，而該地的平均海拔高度為372米（即1220英尺）。